# Đình Tân Giai

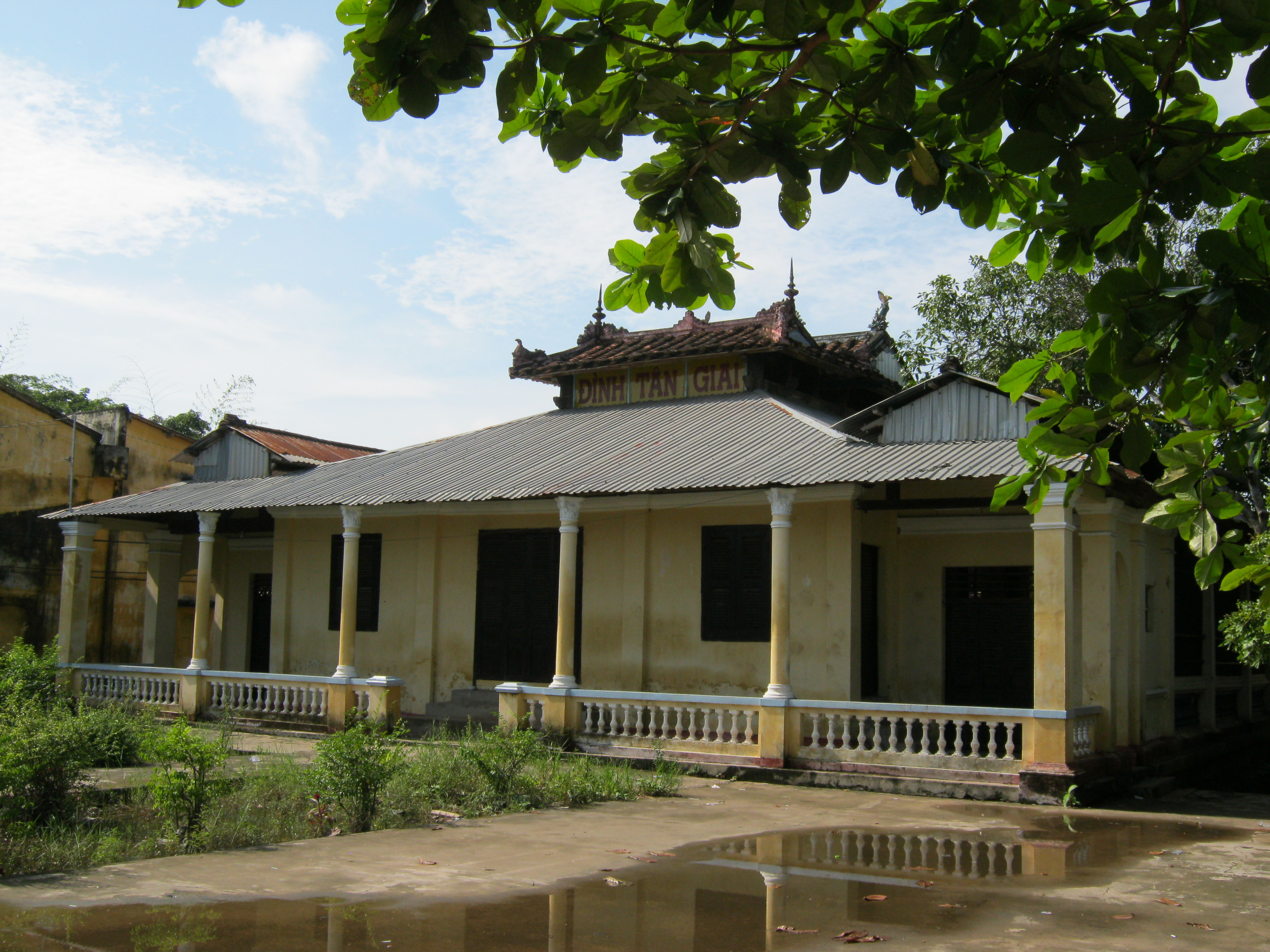
Đình Tân Giai hiện nay đang bị hư hỏng nặng.

Đình Tân Giai hiện tọa lạc tại phường 3, thành phố Vĩnh Long, thuộc tỉnh Vĩnh Long (Việt Nam); là ngôi đình cổ kính và lớn nhất của đất Long Hồ dinh.

## Lịch sử
Đình Tân Giai được xây dựng vào năm 1808 dưới triều vua Gia Long, tại vàm Cái Cá cạnh sông Cổ Chiên.
Trải qua cuộc chiến tranh Việt-Pháp, đình bị tàn phá khá nặng nề. Chạnh lòng hoài cổ, các ông trong làng, như: Phó tổng Ngô Văn Lân, Hương cả Tống Hữu Viên,...đã đứng ra lo việc tu bổ ngôi đình.
Đến năm 1924, do bờ sông Cổ Chiên bị sạt lở, ngôi đình được dời về gần rạch Cái Cá và cầu Kinh Cụt (là vị trí hiện tại, thuộc phường 3, thành phố Vĩnh Long). Lúc bấy giờ có ông Ngô Văn Công và một số người dân trong làng đã đứng ra lo việc này. Sau khi di dời và trùng tu, ngôi đình trông bề thế và đẹp đẽ hơn, gồm 5 nóc, được kiến trúc và trang trí theo kiểu đình cổ truyền ở Nam Bộ.
Tồn tại đến đêm ngày 5 tháng 7 năm 1962, thì ngôi đình bị phát hỏa nơi chính điện, làm hư hao một phần lớn. Sau đó, nhờ ông Phan Văn Ngưu, là Chủ tịch xã Tân Giai, cùng với Ban Hội hương đình thần Tân Giai đã đứng ra vận động tái thiết lại ngôi đình.
Đình Tân Giai đã được xếp hạng là di tích Lịch sử-Văn hóa cấp tỉnh vào năm 2006.

## Việc phụng thờ
Đình Tân Giai thờ Thần hoàng Bổn cảnh. Ngoài ra, nơi đây còn phối thờ Lưu thủ Tống Phước Hiệp (sau khi ngôi miếu của ông này bị phá bỏ vào năm 1982), các bậc tiền nhân có công khẩn đất lập làng (Tiền hiền khai khẩn, Hậu hiền khai cơ), và các vị anh hùng nghĩa sĩ có công giữ nước.
Lễ Kỳ yên là lễ tế chính trong năm của đình, thường là vào giữa tháng 3 (âm lịch).

## Sách tham khảo chính
- Huỳnh Minh, Vĩnh Long xưa. Nhà xuất bản Thanh Niên in lại năm 2002.